# Трансляция (кристаллография)
Трансляция (лат. translatio — перенос, передача) — симметричное преобразование, в результате которого узел пространственной решётки совпадает с другим ближайшим идентичным узлом. В этом смысле она является частным случаем параллельного переноса.
В несколько ином смысле, трансляция — кратчайшее расстояние между одинаковыми узлами. Также употребляются термины период идентичности, период трансляции или параметр ряда.
Три некомпланарные трансляции задают стороны примитивной элементарной ячейки в кристаллической решётке.